# Ludwig Hofmann (Architekt)

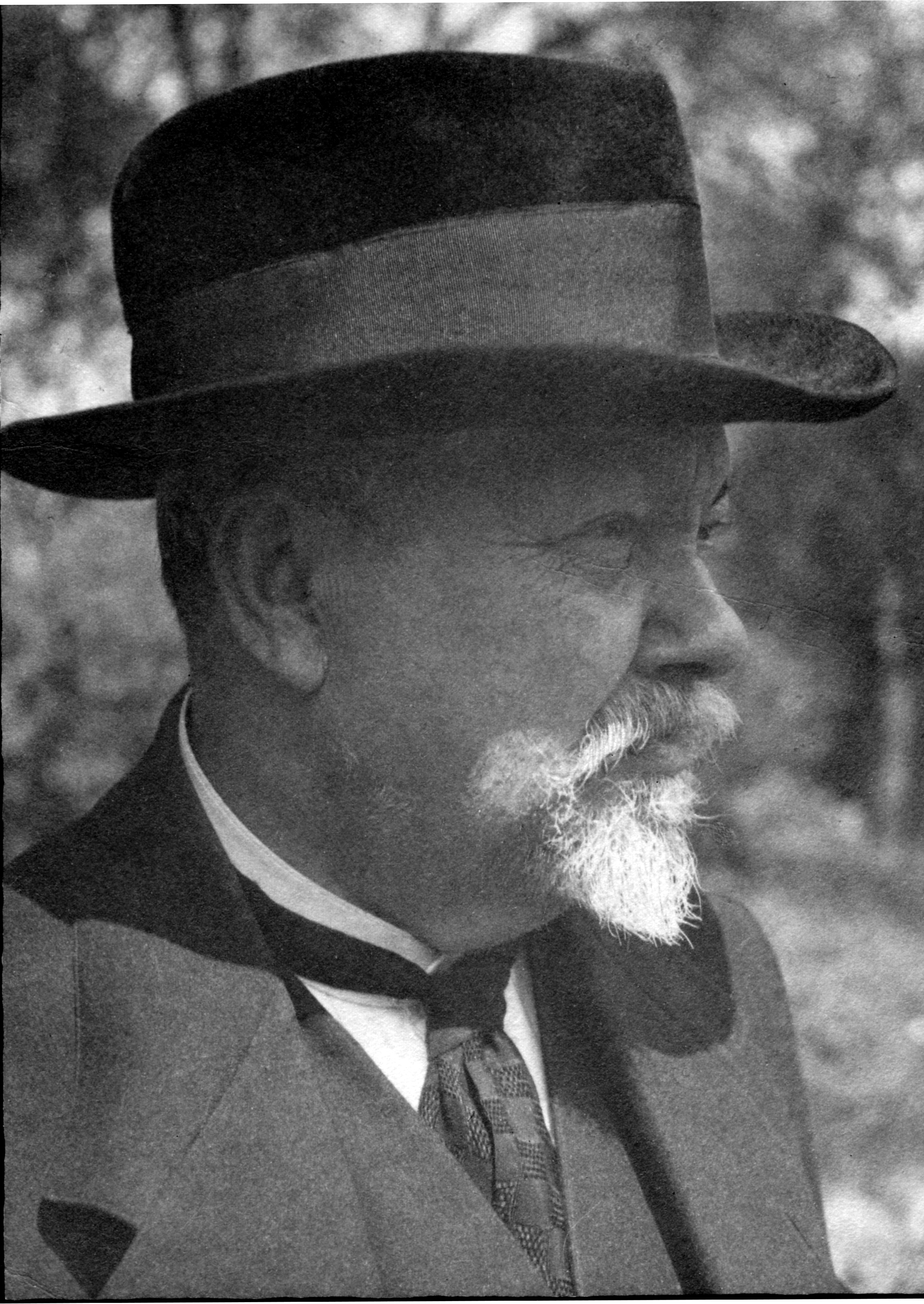
Ludwig Hofmann

Ludwig Hofmann (* 1862 in Herborn; † 26. Juni 1933 ebenda) war ein deutscher Architekt des Historismus und Denkmalpfleger. Er lebte und arbeitete in Herborn. Von 1904 bis 1933 war er Kirchenbaumeister der Evangelischen Landeskirche in Nassau.

## Leben
Ludwig Hofmann war ein Sohn des Damastwebers Philipp Ludwig Hofmann aus Herborn und dessen Ehefrau Katharine Jakobine geb. Petry. Ludwig und sein älterer Bruder Karl Hofmann machten beachtliche Karrieren; Ludwig wirkte als freischaffender Architekt und Kirchenbaumeister im Konsistorialbezirk Nord- und Süd-Nassau der evangelischen Kirche. Er erlernte das Freihandzeichnen bereits als Schüler durch Nachzeichnen von Architektur-Veröffentlichungen und Skizzieren markanter Bauwerke.

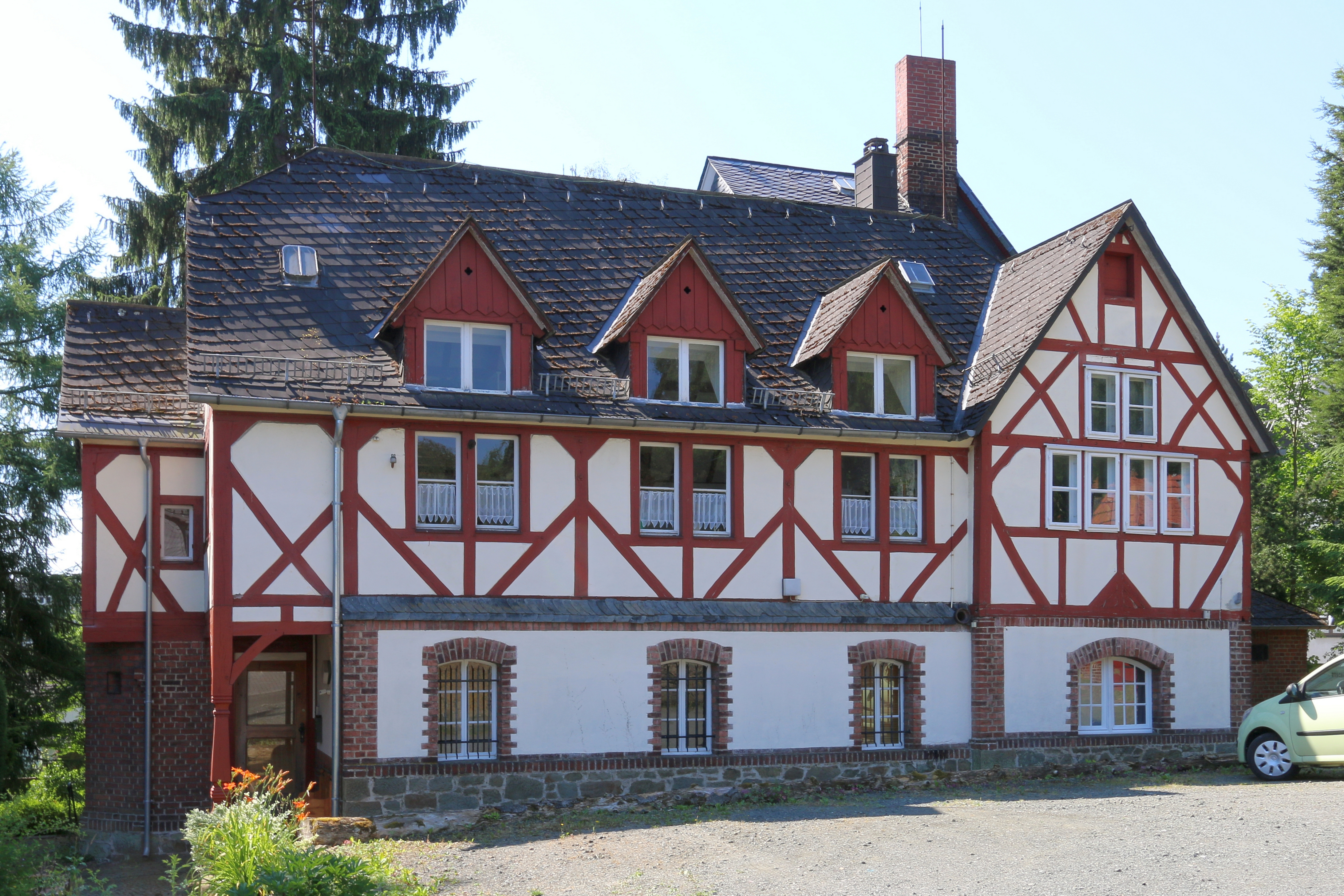
Ludwig Hofmanns Wohn- und Atelierbau in Herborn, errichtet 1888

Mit etwa 22 Jahren war er in Herborn selbstständiger Architekt. Seine Tätigkeit als Kirchenbaumeister begann mit dem Kirchenneubau in Fleisbach ab 1882, der durch die Fürsprache eines Freundes der Familie, des Generalsuperintendenten Ernst, wesentlich gefördert wurde. Bis zu seinem Todesjahr 1933 plante und baute Hofmann rund 60 Kirchen neu und restaurierte mindestens doppelt so viele, was ihm als Kirchenbaumeister für den Konsistorialbezirk Wiesbaden ermöglicht wurde. Weiter restaurierte er auch andere Gebäude, darunter Baudenkmale. Er baute Schulen, Bahnhofsgebäude, Krankenhäuser, Wohnhäuser und ganze Straßenzüge in Herborn und Worms, die Ritter-von-Marx-Brücke in Bad Homburg und den Bismarckturm auf dem Taufstein. Diese Großprojekte waren stets mit Aspekten des Städtebaus und der Landschaftsarchitektur wie Wegeführung, Bepflanzung oder Anlage von Sichtachsen verbunden. Von Hofmanns Freiraumplanungen erhalten sind u. a. der Park der Villa Haas und seine eigene Gartenanlage in Herborn. Andere Vorhaben wie der Wasserfall von Weilburg (1904) wurden aus Kostengründen nicht ausgeführt.
Nach dem Ersten Weltkrieg entwarf Hofmann Sozialbauten und für 40 Gemeinden Gefallenendenkmale. Im Umkreis von 150 km um Herborn war er in rund 550 Orten tätig.
Die Leistung von Hofmanns Lebenswerk besteht nicht nur in der Vielzahl seiner Bauten, darunter auch recht bekannten, sondern liegt gerade in der flächendeckenden architektonisch und bautechnisch niveauvollen Betreuung einer ganzen Region, die so groß ist wie die Hälfte des heutigen Bundeslandes Hessen. Sie erstreckt sich (im Uhrzeigersinn) über Siegen, Marburg, Gießen, Frankfurt am Main, Fürth (Odenwald), Worms, Bad Sobernheim, Koblenz, Bad Godesberg, Kircheib (Westerwald) und Plettenberg (Sauerland).
Nach seinem Tod 1933 übernahm sein Sohn Hans Hofmann das Büro in Herborn und nach dessen Tod 1954 der Schwiegersohn Friedrich Wilhelm Gerecke, der es 1994 aus gesundheitlichen Gründen aufgab.

## Ehrungen
- 1901: preußischer Kronenorden IV. Klasse[7]
- 1913: Königlicher Baurat (Nichtakademischer Titel)

## Werk

### Bauten (Auswahl)

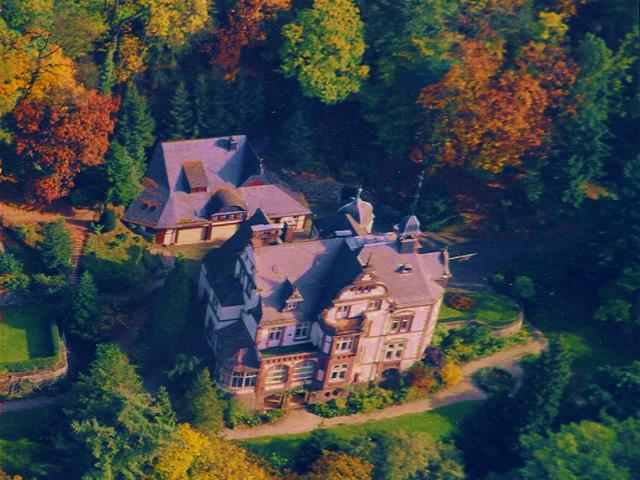
Villa Haas in Sinn

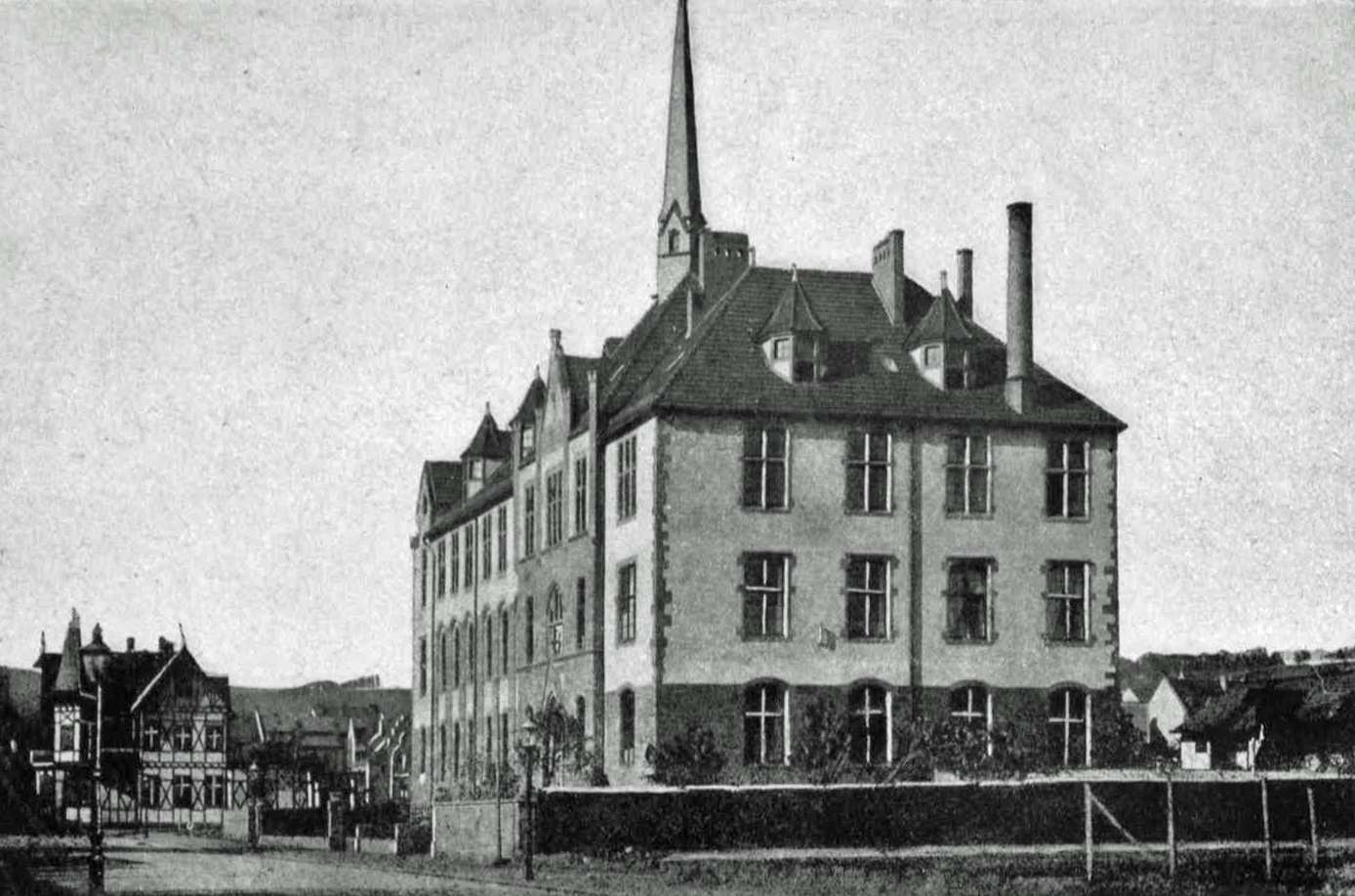
Das Evangelische Stift St. Martin in Koblenz um 1900

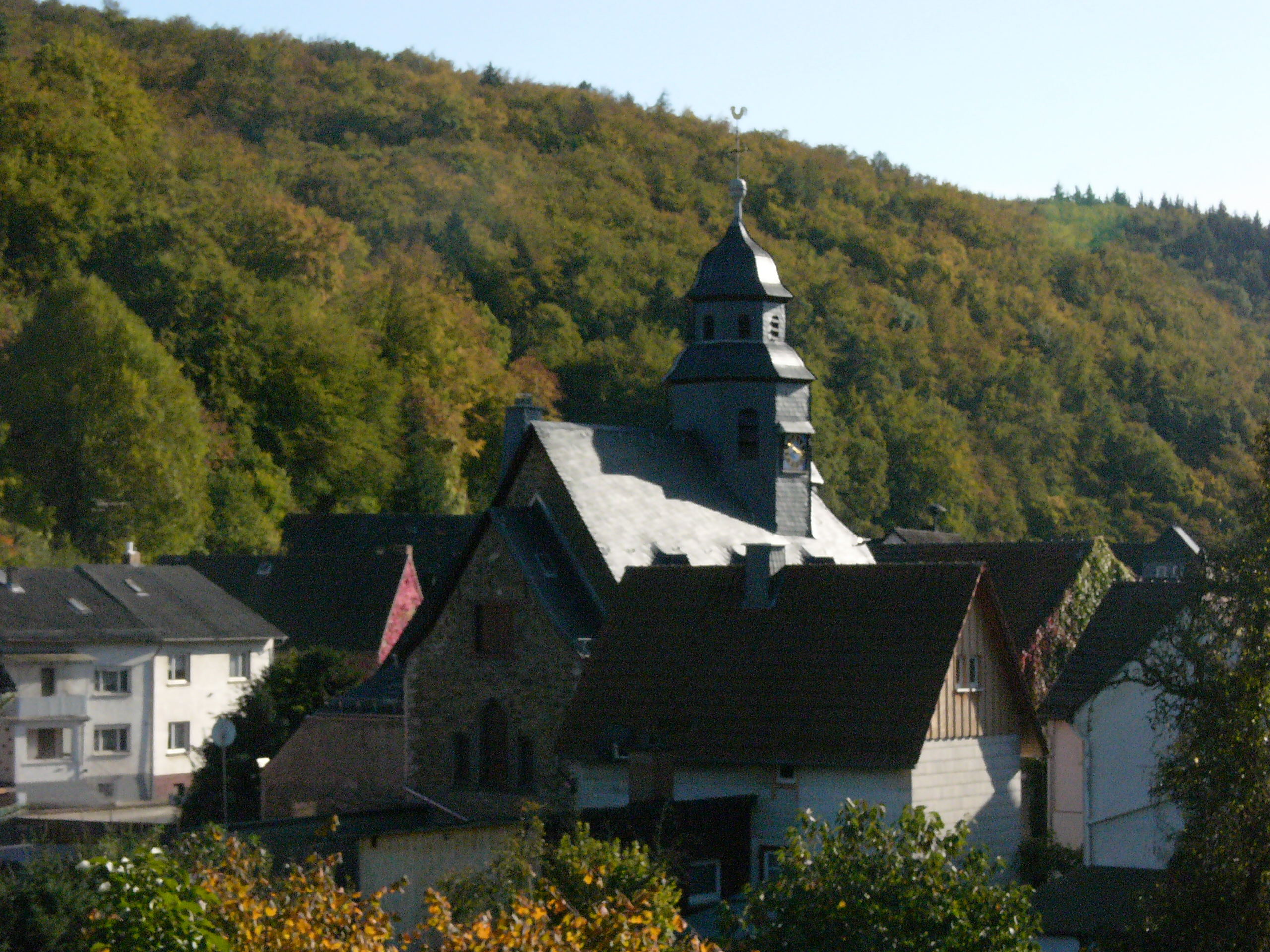
Evangelische Kirche in Philippstein

- 1880–1881: Evangelische Kirche Wissenbach (zusammen mit seinem Bruder Karl Hofmann)
- 1882: Kirche in Fleisbach
- 1887: Kirche in Königstein im Taunus
- 1892: Evangelische Kirche in Nochern
- 1892: Villa Haas in Sinn
- 1894: Corpshaus des Corps Teutonia Gießen
- 1895–1897: Evangelische Kirche in Geisenheim[8]
- 1898: Evangelisches Stift St. Martin in Koblenz
- 1898: Evangelische Kirche Sossenheim in Frankfurt am Main
- 1899: Erlöserkirche in Bad Honnef
- 1900: Beamtenvilla in Sinn, Rudolfstraße 8 (in denkmalgeschützter Gesamtanlage)
- 1900: Kirche in Sinn
- 1900–1901: katholische Pfarrkirche St. Petrus in Peterslahr
- 1901: Evangelische Pauluskirche in Krefeld (auf Grundlage seines mit dem 1. Preis prämierten Wettbewerbsentwurfs)
- 1901: Evangelische Markuskirche in Braubach
- 1902: Evangelische Heilandskirche in Walluf[9]
- 1902–1903: Evangelische Martin-Luther-Kirche in Bad Orb
- 1903–1904: Umbau der Evangelischen Kirche in Wingershausen
- 1903–1905: Umbau der Nikolaikirche in Siegen
- Krankenhaus und Friedhofskapelle in Weilburg[10]
- 1903–1911 (?): Kirchenflügel und Oberlehrerhaus des Stiftes Keppel
- 1904–1906: Dankeskirche in Bad Nauheim
- 1904–1911: Empfangsgebäude für den Bahnhof Gießen
- 1906: Bismarckturm auf dem Taufstein (Vogelsberg)
- 1906–1935: mehrere Empfangsgebäude der Vogelsbergbahn (heute genannt Oberwaldbahn)
- 1907: Evangelische Christuskirche in Schlangenbad
- 1908: Empfangsgebäude für den Bahnhof Herborn
- 1911: Empfangsgebäude für den Bahnhof Haiger
- 1913–1914: Evangelische Kirche Philippstein
- 1914: Evangelische Martin-Luther-Kirche in Falkenstein[11]
- 1925–1938: Umbau der Evangelischen Kirche Friedensdorf (heute Mundartkirche)
- 1929–1931: Sanierung des Herborner Schlosses
- 1930/1931: Umbau der Evangelischen Kirche Damshausen

### Entwürfe
- 1904: Wasserfall von Weilburg